# Aarne Salovaara
Aarne Ihamo Salovaara (* 25. Februar 1887 in Kotka als Arne Nylenius; † 11. September 1945 ebenda) war ein finnischer Leichtathlet und Turner.
Bei den Olympischen Spielen 1908 in London wurde er Vierter im Speerwurf. Im Speerwurf (freier Stil) kam er nicht unter die ersten neun, im Diskuswurf nicht unter die ersten elf.
Beim Turnen der Spiele in London gewann er im Mannschaftsmehrkampf mit der finnischen Riege die Bronzemedaille. 1912 in Stockholm folgte im freien Turnen die Mannschaftssilbermedaille.